# Ban
Banul era un mare dregător teritorial în unele țări sud-est-europene. Banul a jucat un rol de mare importanță în istoria Țării Românești, precum și a unor regate/regiuni din sudul Ungariei medievale: Croația, Slavonia, Bosnia, Banatul Severinului respectiv Banatul Timișoarei. În perioada medievală, echivalentul moldovean al banului Craiovei era de "portar al Sucevei". 
Termenul "ban" este de origine persană, a intrat în limbile slave de sud și în maghiară prin intermediul avarilor. Conducătorul suprem al avarilor a fost hanul Baian (Bayan), nume despre care unii cercetători au presupus că se află la originea rangului de bani medievali. Cu rangul ban este asociat adesea și termenul slav pan "domn".
Originea termenului bănie este disputată. Hașdeu considera că este de origine românească, Onciul, de origine sud-slavă, Iorga, de origine ungurească, iar Sacerdoțeanu, de origine avară.

### Țara Românească
Banul a fost inițial un dregător domnesc local. 
„Într-un hrisov de la Vlad Țepeș din anul 1491, figurează patru boieri purtând toți deopotrivă titlul de “Ban”, deși nici unul din ei nu era “Marele Ban”: banul Détco, banul Dédiu, banul Diicu și banul Dragomir (Yuriy Ivanovich Venelin pg. 180). Erau patru Banoveți, adică patru Basarabi.”
Banul de județ este atestat documentar pentru prima dată la sfârșitul sec. al XVI-lea. Astfel, în 1587, într-un document al lui Mihnea Turcitul sunt menționați banii din județul Argeș, iar un an mai târziu același domn îi poruncea lui Mihai ban de județul Mehedinți să ajute Mănăstirea Tismana să încaseze dajdia cuvenită de la mai multe sate de munte care nu doreau să plătească.
De la sfârșitul secolului al XV-lea este conducătorul județelor de pe malul drept al Oltului (regiune cunoscută ulterior cu numele Oltenia), cel mai de seamă între dregătorii Țării Românești, singurul, în afară de domn, cu dreptul să pronunțe pedepse capitale. Teritoriul Olteniei a făcut parte din Banatul de Severin. Acest spațiu a fost cunoscut și cu denumirea "Banatul Craiovei" sau "Bănia Craiovei", iar Craiova este supranumită și astăzi "Cetatea Băniei".
Banul era comandantul oștirilor din Oltenia, iar în lipsa domnului a tuturor oștirilor Țării Românești. Steagul său purta numele de grapă.
De la denumirea pentru nevasta banului provine toponimul Băneasa.

### Bani ai Craiovei
- „Barbu Craiovescu I - a fost fiul cel mai mare al lui Neagoe Craiovescu (Neagoe din Craiova), întemeietorul familiei Craioveștilor. A fost Mare Ban în 1492, 1497 și 1498-1519. Este ctitorul Mănăstirii Bistrița.
- Barbu Craiovescu II - a fost cel de-al doilea copil al lui Pârvu Craiovescu II (acesta era al doilea copil a lui Pârvu Craiovescu I, care a fost la rândul său al doilea fiu al lui Neagoe Craiovescu, întemeietorul familiei Craioveștilor). A fost Mare Ban între 1529-1530.
- Barbu Craiovescu III - a fost singurul copil al lui Preda Craiovescu (acesta era primul copil a lui Pârvu Craiovescu I, care a fost la rândul său al doilea fiu al lui Neagoe Craiovescu, întemeietorul familiei Craioveștilor). A fost Mare Ban între 1534-1535.”
- Marele Ban Vlad de pe la 1535, succedat de Buzești.
- Marele Ban Dobromir de pe la 1565, succedat de Crețulești;
- Marele Ban Iane (de origine greacă) numit pe la 1587 de Mihnea Turcitul; Mihai Viteazul (este cel dintâi nepot de soră al acelui Iane).
- Marele Ban Manta, (de origine greacă) pe la 1594.
- Marele Ban George Raț (de origine sârbă).
- jupân Hriza, mare ban al Craiovei.